# Alston, Cumbria
Alston är en ort i grevskapet Cumbria i England. Orten ligger i kommunen Westmorland and Furness, cirka 48 kilometer sydost om Carlisle. Tätorten (built-up area) hade 1 105 invånare vid folkräkningen år 2011.